# Copa del Mundo de Rugby 7
La Copa del Mundo de Rugby 7 (RWC Sevens) fue un torneo de rugby 7 (seven) que se realizó cada cuatro años desde 1993 hasta 2022, en modalidades femenina y masculina. El torneo fue organizado por el ente regulador de este deporte, la World Rugby. 
En enero de 2025 World Rugby decidió eliminar la competencia privilegiando el torneo de rugby 7 en los Juegos Olimpicos como principal torneo mundial de la disciplina.

## Historia
La Copa del Mundo de Rugby 7 se originó en una propuesta de la Scottish Rugby Union a la International Rugby Board (hoy World Rugby). El primer torneo se jugó en Edimburgo, Escocia, en abril de 1993, en el estadio de Murrayfield.
La segunda edición de 1997, se jugó en Hong Kong, en reconocimiento a papel que esa ciudad ha jugado en la difusión de esta modalidad del rugby, sobre todo a través del Seven de Hong Kong que se realiza desde 1976. La final, en la que Fiyi venció a Sudáfrica, es considerada uno de los mejores partidos de seven de todos los tiempos.
La tercera edición de 2001, se realizó en Mar del Plata, Argentina, ciudad en la que se realiza el torneo de seven más antiguo de América. Allí brilló el destacado jugador neozelandés Jonah Lomu, quien le dio el título a su equipo con tres tries en la final.
La cuarta edición de 2005, volvió a jugarse en Hong Kong. Allí se destacó el ya maduro jugador fiyiano Serevi, que lideró al equipo para obtener la segunda copa mundial para su país.
En la quinta edición se incluyó por primera vez la competencia femenina. En el torneo masculino fue campeón Gales y subcampeón Argentina. En el torneo femenino fue campeón Australia y subcampeón Nueva Zelanda.
Sin computar la quinta edición, el mayor anotador de tries en copa del mundo de seven es el fiyiano Marika Vunibaka, que anotó 23 tries en 3 mundiales (1997, 2001 y 2005).
La sexta edición del torneo se jugó en junio de 2013 en Moscú, Rusia, incluyéndose por segunda vez la competencia femenina. Los campeones fueron Nueva Zelanda, tanto en el torneo masculino como en el torneo femenino.
La octava edición se disputó en Ciudad del Cabo, Sudáfrica.
El torneo de varones mostró un mayor equilibrio entre competidores que el que se registra en el rugby 15. En las ocho ediciones realizadas hasta su última edición en 2022, Nueva Zelanda ha ganado en tres oportunidades, Fiyi tres, Inglaterra y Gales una vez campeón cada uno, Australia dos veces subcampeón, y Argentina y Sudáfrica, una vez subcampeones cada uno.
El torneo de mujeres mostró un amplio dominio de Nueva Zelanda y Australia, que ganaron, cada una, dos de las cuatro competencias femeninas realizadas hasta 2022.

## Torneos

### Masculino
| Año           | Sede            |               | Campeón | Final Resultado | Subcampeón    | Semifinalista |            | Semifinalista |
| 1993 Detalles | Edimburgo       | Inglaterra    | 21 - 17 | Australia       | Fiyi          | -             | Irlanda    |               |
| 1997 Detalles | Hong Kong       | Fiyi          | 24 - 21 | Sudáfrica       | Nueva Zelanda | -             | Samoa      |               |
| 2001 Detalles | Mar del Plata   | Nueva Zelanda | 31 - 12 | Australia       | Argentina     | -             | Fiyi       |               |
| 2005 Detalles | Hong Kong       | Fiyi          | 29 - 19 | Nueva Zelanda   | Australia     | -             | Inglaterra |               |
| 2009 Detalles | Dubái           | Gales         | 19 - 12 | Argentina       | Kenia         | -             | Samoa      |               |
| 2013 Detalles | Moscú           | Nueva Zelanda | 33 - 0  | Inglaterra      | Fiyi          | -             | Kenia      |               |
| 2018 Detalles | San Francisco   | Nueva Zelanda | 33 - 12 | Inglaterra      | Sudáfrica     | -             | Fiyi       |               |
| 2022 Detalles | Ciudad del Cabo | Fiyi          | 29 - 12 | Nueva Zelanda   | Irlanda       | -             | Australia  |               |

### Femenino
| Año           | Sede            |               | Campeón | Final Resultado | Subcampeón     | Semifinalista |                | Semifinalista |
| 2009 Detalles | Dubái           | Australia     | 15 - 10 | Nueva Zelanda   | Estados Unidos | -             | Sudáfrica      |               |
| 2013 Detalles | Moscú           | Nueva Zelanda | 29 - 12 | Canadá          | Estados Unidos | -             | España         |               |
| 2018 Detalles | San Francisco   | Nueva Zelanda | 29 - 0  | Francia         | Australia      | -             | Estados Unidos |               |
| 2022 Detalles | Ciudad del Cabo | Australia     | 24 - 22 | Nueva Zelanda   | Francia        | -             | Estados Unidos |               |